# Kárpátaljai magyar katonák részvétele az orosz–ukrán háborúban
Az orosz–ukrán háborúban számos kárpátaljai magyar nemzetiségű katona harcol az Ukrán Fegyveres Erők kötelékében az orosz hadsereg ellen. Már a kelet-ukrajnai háborúban (2014–2022) is harcoltak a fronton kisebb számban magyarok, a 2022-es orosz invázió kezdete óta pedig jelentősen megnőtt a létszámuk, egy részük önként jelentkezett a hadseregbe, másokat a mozgósítás révén köteleztek a szolgálatra a fronton.

## Történet

### Kelet-ukrajnai háború
Már az orosz–ukrán konfliktus kezdetén, a 2014-ben kirobbant kelet-ukrajnai háborúban is részt vettek magyarok katonaként, valamennyien a munkácsi székhelyű 128. önálló hegyi rohamdandár kötelékében. Az egységet Doneck térségében vetették be. A háború aktív szakaszában 2016-ig legalább 9 magyar vesztette életét. Legtöbben 2015-ben, a debalcevei csatában haltak meg amikor a vesztes ütközet után az orosz szeparatisták gyűrűjéből kitörve kellett visszavonulniuk Artemivszk felé, legtöbbjüknek gyalog az ellenséges tűz alatt.

### A 2022-es invázió kezdete óta

#### Egységek magyar katonákkal
2022 február 24-én Oroszország teljeskörű inváziót indított Ukrajna ellen, új szintre emelve a konfliktust. Számos magyar nemzetiségű lakos csatlakozott a hadsereghez és az egymást követő mozgósítási hullámokban is sokakat besoroztak. A határőrség és a 128. önálló hegyi rohamdandár hivatásos katonákból álló egysége mellett a 101. dandár 68. „Kárpátaljai Sárkányok” önkéntes területvédelmi zászlóaljában szolgálnak még nagy számban magyarok. A magyar katonák körében fokozatosan elterjedt a kék-sárga ukrán mellett a magyar piros-fehér-zöld felvarrók viselése is.

#### Magyar katonák száma
Sándor Fegyir 2023 szeptemberi nyilatkozata szerint összesen 374 magyar anyanyelvű katona szolgál az ukrán hadseregben, ez a kárpátaljai katonák 11,2%-a, ami nagyjából megfelel a magyarok részarányának a régióban (12%). A Kárpáti Igaz Szó 2023 szeptemberi becslése is közel 400-ra tette a háborúban szolgáló magyarok számát. Kárpátalja összetett etnikai viszonyai miatt ugyanakkor nehéz pontosan lehatárolni ki a harcolók közül magyar és ki nem, a hivatalos dokumentumokban sokszor ukrános formában írják a magyar neveket is, emellett sok a vegyesházasság és a kettős identitás is.

#### Részvétel a harcokban
A magyar egységek részt vettek a sikeres 2022-es harkivi ellentámadásban, a visszafoglalt településeken magyar és 1956-os forradalmi zászlókat tűztek ki az ukrán mellett. A harkivi területi Ambarne községet is egy magyar katonákból álló osztag szabadította fel. Szolgálatot teljesítettek a frontvonal legforróbb pontjain, harcoltak a szjevjerodonecki és a bahmuti csatában, és részt vettek a Herszoni és a Zaporizzsjai területen zajló ütközetekben is.

#### Sándor Fegyir

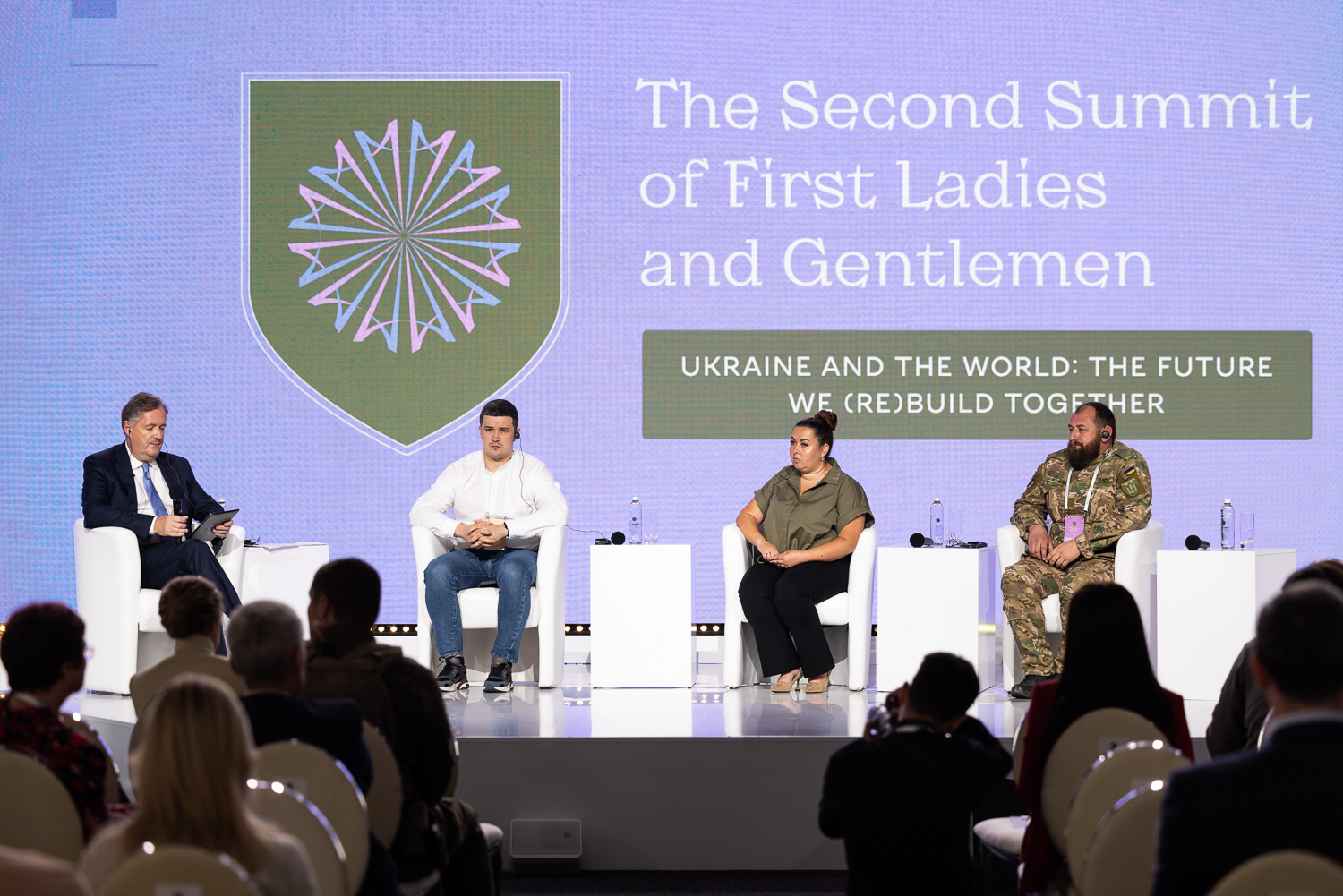
Sándor Fegyir a kép jobb oldalán látható katonai ruhában

A 68. „Kárpátaljai Sárkányok” önkéntes területvédelmi zászlóalj katonájaként tett szert Kárpátalja és Magyarország szerte ismertségre Sándor Fegyir, az Ungvári Nemzeti Egyetem tanára, aki a frontról tartott órái után kapta a „lövészárkok professzora” becenevet. Az őrmesteri rangban szolgáló Sándor hamar a fronton harcoló magyarok legfontosabb arcává vált a médiában, és 2023-ban Ukrajna magyarországi nagykövetnek jelölte. A magyar köztársasági elnök alá is írta befogadó nyilatkozatát, azonban az ukrán elnök máig nem tette meg a hivatalos kinevezést.

#### Magyar madarai

Bródi Róbert drónparancsnok –„Magyar”

Nemzetközi szinten a legismertebb Ukrajnáért harcoló magyar az ungvári születésű Bródi Róbert, katonai hívójelén Мадяр (Magyar). Bródi vállalkozóként dolgozott a háború előtt és miután egyszerű katonaként részt vett a Kijev környéki harcokban, úgy döntött hogy saját finanszírozással egy drónegységet hoz létre, a csapat a Magyar madarai nevet kapta. Polgári használatra szánt drónokat alakítottak át arra, hogy alkalmasak legyenek felderítésre, gránátok ledobására és kamikaze akciókra. Az egység hamar kiemelkedően sikeres lett, az akciókról készült videók pedig az ukrán háborús propaganda fontos elemévé váltak, amelyeken Bródi fekete humorral narrálja az orosz katonák és járművek elleni csapásokat. Az egység mérete folyamatosan növekedett, és 2024 januárjában önálló ezreddé vált 414. csapásmérő drónezred néven.

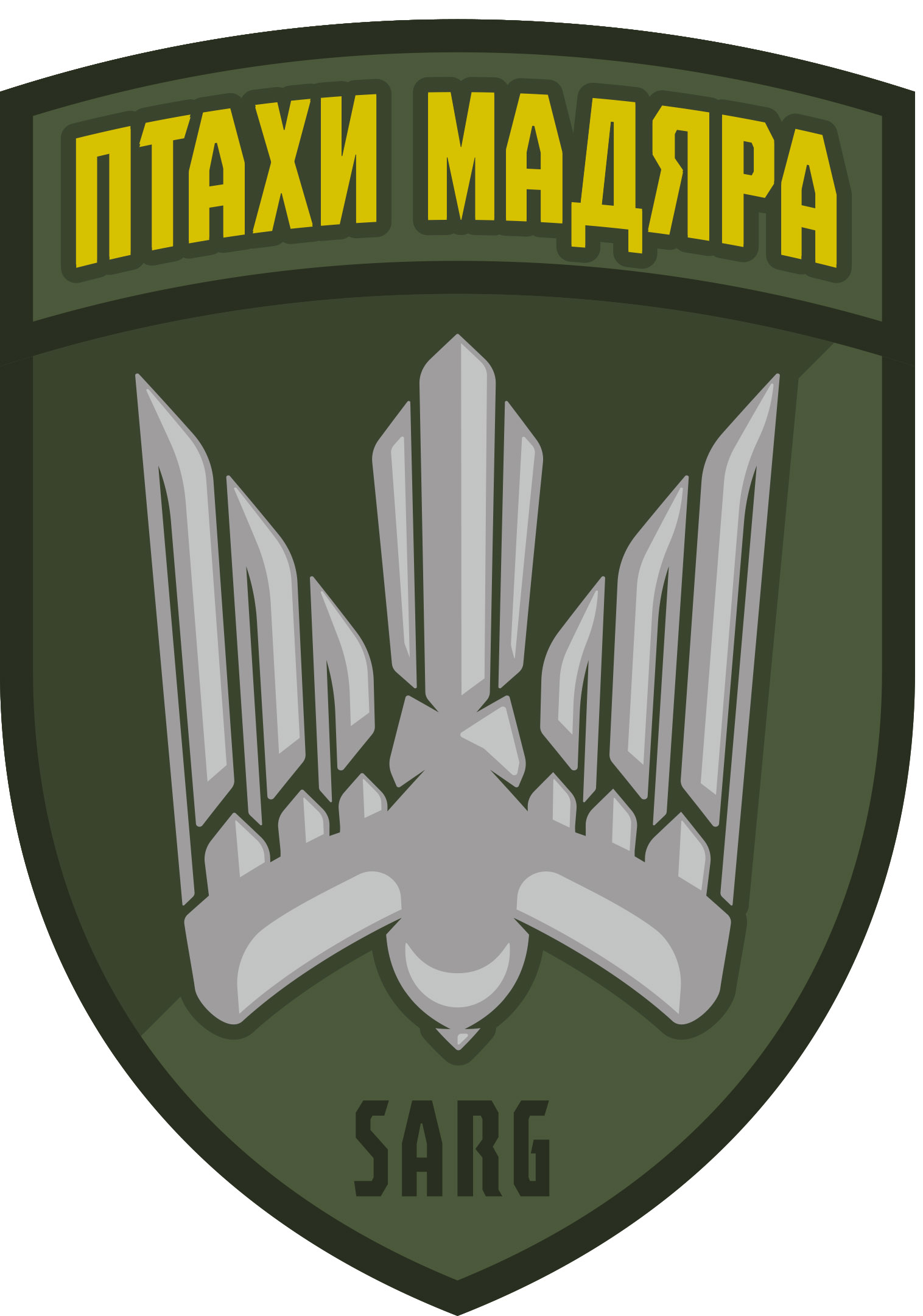
A Magyar Madarai (Ptahi Magyara) drónegység címere

## Magyarországról érkező civil támogatás
2022 októberétől kezdve Magyarországon kialakult egy civilekből álló csoport, amely az ukrán hadseregben szolgáló magyarokat támogatja. Sándor Fegyirrel vették fel a kapcsolatot, hogy megtudják, mire van szüksége a fronton harcolóknak. Az első csomagban 1 millió forint értékben küldtek szupertöltőket a 68. „Kárpátaljai Sárkányok” zászlóalj katonáinak, innen kapta elnevezését a támogatói csoport: Kárpátaljai Sárkányellátó Alapítvány, utalva a Süsü a sárkány című mesében szereplő Sárkányellátó Vállalatra is. A Sárkányellátó egyre nagyobb csomagokban küldte az adományokból vásárolt, nem fegyvernek számító felszerelést Ukrajnába, a 68-asokon kívül immár más részben magyar egységeknek is: meleg öltözetet, Mavic drónokat, generátorokat, hőkamerákat, orvosi kellékeket, nagy teljesítményű akkumulátorokat. Facebook oldaluk szerint 2024 szeptemberéig összesen több mint 340 millió forint értékben adományoztak felszerelést. Sándor Fegyir beszámolója szerint egy alkalommal a magyarok által adományozott egyik drón 27 ukrán katona életét mentette meg. A lövészárkukban tűz alatt álló, kiszolgáltatott helyzetben lévő katonák a magyar hőkamerás drónt használva felfedezték, hogy egy orosz rohamcsapat készül rajtuk ütni és így az ukrán tüzérség segítségével meg tudták hiúsítani a támadást.

## Veszteségek

### Halottak száma
Az elesett magyar katonák számát tekintve eltérnek a különböző források:
- Orbán Viktor 2022 júliusi Facebook posztjában 86 magyar halottról írt,[21] októberben egy németországi rendezvényen pedig már körülbelül 200 életét vesztett magyar állampolgárról beszélt, ami jelentősen magasabb a helyi kárpátaljai média és politikai szereplők adatainál.[22]
- 2023 januárjában Kuti László ungvári magyar konzul 12 magyar származású áldozatról tett említést.[23]
- 2023 júliusáig bezárólag Fegyir Sándor nyilatkozata szerint 31 magyar vesztette életét.[4]
- A Kárpáti Igaz Szó 2024. márciusi becslése szerint több mint 35 magyar eshetett el a harcokban,[24] ez a szám októberre átlépte az 50-et.[25]

### Gyász és segítség az érintett családoknak
A kárpátaljai magyar közösségben súlyos traumákat okozott a fronton elesett férfiak halála. Különösen igaz ez a gyászoló szülőkre akik sokszor magukra maradnak a fájdalommal és a meg nem értettség érzésével. Klucskovics Katalin 2015-ben vesztette el fiát a kelet-ukrajnai háborúban és ennek hatására 2021-ben megalapította a Kárpátaljai Gyászoló Szívek civil szervezetet, amelyen keresztül a hasonló helyzetben lévő szülők segítenek feldolgozni egymásnak a veszteséget.
Azok a családok ahol meghal az apa a harcokban és az asszony kénytelen egyedül nevelni gyermekeiket, súlyos anyagi válsággal is szembesülnek. Magyarország Külgazdasági és Külügyminisztériuma a 2022-es háború kezdete óta segítséget nyújt a gyászoló családoknak, a minisztérium 2023 szeptemberéig 28 magyar, vagy magyar kötődésű elesett katona családját támogatta anyagilag.

### Háborús bűncselekmények áldozatai
- A hadifogságba esett Szólics Románt 2015-ben a hadijogot megsértve orosz szeparatista katonák agyonverték és az esetről készült videót feltöltötték az internetre.[27]
- Szerhij Pataki lefejezése: A valószínűleg magyar kötődésű nagyszőlősi férfit[28] orosz katonák ejtették fogságba Bahmutnál, majd különleges kegyetlenséggel egy késsel lefejezték. A bűncselekményről készült videót a Férfi Állam nevű fasiszta weboldal publikálta az interneten.[29] Az elkövetők külön Pataki rokonainak és ismerőseinek is elküldték az áldozat földi maradványairól készült fényképeket és videókat.[30]
- Varga Sándor egy hamis fegyverletétel incidens során vesztette életét: 5 orosz katona fehér zászlóval jelezte hogy megadják magukat, azonban amikor az ukrán katonák közelítettek hozzájuk, hogy lefegyverezzék őket, egy hatodik orosz orvul fegyvert rántott és halálosan megsebesítette Vargát.[31]

### Az elesett magyarok névsora
| Név              | Szülőhely  | Halál időpontja   | Halál helyszíne                | Életkor | Forrás               |
| ---------------- | ---------- | ----------------- | ------------------------------ | ------- | -------------------- |
| Popovics Roland  | Beregszász | 2014.06.14.       | Luhanszk mellett               | 19      | [ 27 ] [ 32 ]        |
| Timoscsuk Mihály | Rivne      | 2014.08.13.       | Luhanszk mellett               | 27      | [ 27 ]               |
| Kovács Béla      | Nagyszőlős | 2014.01.26.       | debalcevei csata               | 37      | [ 27 ]               |
| Lőrinc Sándor    | Fancsika   | 2015.01.25.       | Szanzsarivka, debalcevei csata | 36      | [ 33 ]               |
| Pallai András    |            | 2015.02.08        | keleti front                   | 29      | [ 24 ]               |
| Szólics Román    | Fancsika   | 2015.02.12.       | debalcevei csata               | 22      | [ 27 ] [ 34 ]        |
| Tóth Sándor      | Beregszász | 2015.02.18.       | debalcevei csata               | 45      | [ 35 ] [ 36 ]        |
| Márkusz Viktor   | Verbőc     | 2015.02.18.       | debalcevei csata               |         | [ 2 ] [ 27 ] [ 37 ]  |
| Kovács Adalbert  | Nagyszőlős | 2015. január vége | Szanzsarivka, debalcevei csata | 36      | [ 27 ] [ 38 ]        |
| Bezega Sándor    | Nagyszőlős | 2016.10.15.       | Mariupol mellett               | 38      | [ 39 ] [ 40 ]        |
| Balázs Zoltán    | Királyháza | 2017.06.18.       | keleti front                   | 22      | [ 39 ] [ 41 ] [ 42 ] |
| Sipos Róbert     | Nagyszőlős | 2019.03.02.       | keleti front                   |         | [ 43 ]               |

| Név                | Szülőhely         | Halál időpontja  | Halál helyszíne       | Életkor | Forrás        |
| ------------------ | ----------------- | ---------------- | --------------------- | ------- | ------------- |
| Kis Sándor         | Ungvár            | 2022.02.24.      | Ocsakiv               | 29      | [ 44 ]        |
| Méhes Valerij      | Nagyszőlős        | 2022.03.02.      | Harkiv                | 19      | [ 45 ] [ 46 ] |
| Varga Eduárd       | Terebesfejérpatak | 2022.03.22       | kijevi csata          | 24      | [ 46 ]        |
| Magyar Róbert      | Ungvár            | 2022.05.09.      | Jampil                | 45      | [ 47 ]        |
| Rosinec János      | Beregszász        | 2022. augusztus  | Szumi terület         | 47      | [ 48 ]        |
| Eperjesi István    | Királyháza        | 2022.08.29.      | herszoni ellentámadás | 43      | [ 49 ]        |
| Varga Sándor       | Munkács           | 2022.10.05.      | Novokamjana           | 38      | [ 49 ] [ 50 ] |
| Háda László        | Beregszász        | 2022. október    |                       | 48      | [ 51 ]        |
| Literáti Sándor    | Csap              | 2022. október    |                       |         | [ 52 ]        |
| Bobik Román        | Téglás            | 2022. október    |                       | 30      | [ 53 ] [ 54 ] |
| Vértes István      | Felsődomonya      | 2023. január     | bahmuti csata         | 52      | [ 23 ]        |
| Molnár Artúr       | Huszt             | 2023. tavasz     | bahmuti csata         |         | [ 25 ] [ 55 ] |
| Strempel József    | Barkaszó          | 2023.03.15.      | ismeretlen            | 51      | [ 27 ]        |
| Csalló Kázmér      | Barkaszó          | 2023.03.24.      | ismeretlen            | 43      | [ 27 ]        |
| Szatmári Volodimir | Ungvár            | 2023.05.11       | Kelet-Ukrajna         | 42      | [ 56 ]        |
| Bojza Béla         | Rát               | 2023. július     | Herszon               | 44      | [ 57 ]        |
| Mikovics Radion    | Nagygejőc         | 2023.07.03.      |                       | 38      | [ 58 ]        |
| Sebestyén László   | Beregszász        | 2023. június     | Rozdolivka            | 25      | [ 59 ]        |
| Pirigyi István     | Ungvár            | 2023.09.05.      |                       | 51      | [ 60 ] [ 61 ] |
| Paulik Norbert     | Ungvár            | 2023.08.15.      | ismeretlen            | 33      | [ 26 ] [ 62 ] |
| Budai József       | Nagyszőlős        | 2023. szeptember | ismeretlen            | 48      | [ 8 ] [ 63 ]  |
| Rákosi István      | Beregszász        | 2023.10.30       | Pavlivka              | 42      | [ 64 ]        |
| Szimjon Ferenc     | Ungvár            | 2024.02.05.      | Avgyijivka            | 54      | [ 65 ]        |
| Horváth Tibor      | Munkács           | 2024.02.25.      |                       | 35      | [ 66 ]        |
| Bara János         | Nagydobrony       | 2024.09.06.      | ismeretlen            | 45      | [ 27 ]        |
| Szilágyi Zsolt     | Visk              | 2024.10.01.      | ismeretlen            | 37      | [ 27 ]        |
| Mikola Ferenc      | Lonka             | 2024.10.04.      |                       | 48      | [ 67 ]        |
| Mihajlo Lengyel    | Boród             | 2024.11.23.      | Ulakli                | 37      | [ 68 ]        |
| Deák Zsolt         | Gát               | 2024.12.16.      | Kurszk térségében     | 44      | [ 27 ]        |
| Pap Zoltán         | Munkács           | 2025.02.14.      | nem ismert            | 32      | [ 27 ]        |
| Dakó Csaba         | Ungvár            | 2025.04.16.      | nem ismert            | ?       | [ 27 ]        |
| Zacarinyin Viktor  | Ungvár            | 2025.05.08.      | nem ismert            | 51      | [ 27 ]        |
| Kovács Artúr       | Alsókálinfalva    | 2023             | nem ismert            | 32      | [ 27 ]        |

| Ez a lista egyelőre nem teljes. Segíts te is bővíteni, hogy teljes lista lehessen belőle! |